# چکاوک ارلانگر
چکاوک ارلانگر (نام علمی: Calandrella erlangeri) نام یک گونه از سرده چکاوکچه‌ها است.